# División Palermo
División Palermo es una serie de televisión por internet de comedia argentina original de Netflix. La trama sigue a un grupo de personas que representan a una minoría social y juntos forman una guardia de protección barrial. Está protagonizada por Santiago Korovsky, Pilar Gamboa, Daniel Hendler, Marcelo Subiotto, Martín Garabal y Charo López. También está coprotagonizada por Julio Marticorena, Valeria Licciardi, Facundo Bogarín, Nilda Sindaco, Hernán Cuevas y Renato Condori Sangalli. La serie se estrenó el 17 de febrero de 2023.
En marzo de 2023, Netflix renovó la serie para una segunda y última temporada, la cual se estrenó el 17 de julio de 2025. con 6 nuevos capítulos.

## Sinopsis
Un grupo de civiles es reclutado para conformar una especie de guardia urbana para servir a la comunidad y a su vez resulta ser una operación de marketing para mejorar la pésima imagen que tienen actualmente las fuerzas de seguridad; sin embargo, los miembros de este nuevo escuadrón pronto descubren que tienen que hacer frente a una banda criminal liderada por unos extraños narcotraficantes.

## Elenco

### Principal
- Santiago Korovsky como Felipe Rozenfeld
- Daniel Hendler como Miguel Rossi, el psicólogo de la comisaría a cargo de la División Palermo
- Pilar Gamboa como Sofía Vega, la chica en silla de ruedas
- Marcelo Subiotto como Julio García Reynoso, comisario y subjefe de seguridad de la comuna (temporada 1)
- Martín Garabal como Esteban Vargas, policía, compañero de Palo Gutiérrez
- Charo López como Paloma «Palo» Gutiérrez, policía, compañera de Esteban Vargas
- Alejandra Flechner como Arellano, subjefa del servicio de inteligencia (temporada 2)
- Juan Minujín como Martín «Milton» Gauna, dueño de Café Cuero (temporada 2)
- Julio Marticorena como Bernardo Romero Zimmerman, anciano con problemas auditivos (temporada 1)
- Valeria Licciardi como Vivianne (antes Agustín Figueroa, el hijo del comisario Figueroa), escritora de novelas policiales
- Facundo Bogarín como Edgardo Torres, ciego
- Nilda Sindaco como Betty, la burocrática administrativa de la División Palermo, que ha superado la edad de jubilación
- Hernán Cuevas como Johnny De Moraes, de baja estatura
- Renato Condorí Sangalli como Mario Quispe Gonzales, inmigrante boliviano y aspirante a comediante de stand-up

### Secundario
- Carlos Belloso como Dogo, asesino a sueldo (temporada 1)
- Alan Sabbagh como Gabriel Kermann, jefe de Dogo y dueño de la decadente juguetería Abuelo Kermann (temporada 1)
- Iair Said como Ariel Kermann, mano segunda de Gabriel en la juguetería Abuelo Kermann (temporada 1)
- Fabián Arenillas como Daniel Rozenfeld, el padre del protagonista Felipe
- Gabriela Izcovich como Adriana Rozenfeld, la madre del protagonista Felipe
- Valeria Lois como Carolina Ponce, ministra de seguridad
- Agustín Rittano como Franco Palacios, policía ineficiente (temporada 1)
- Sergio Prina como Sergio Núñez, policía ineficiente (temporada 1)
- Camila Peralta como Paula «Pauli» Martínez, la exnovia del protagonista Felipe (temporada 1)
- Jonatan Nugnes como Diego Márquez, guardia con sobrepeso
- Paula Grinszpan como Johanna Goldberg, empleada de los hermanos Kermnann
- Marcelo D'Andrea como José Figueroa, comisario y nuevo subjefe de seguridad (temporada 2; invitado temporada 1)
- Guillermo Arengo como Sosa, compañero de Arellano (temporada 2)
- Esteban Bigliardi como Claudio Navarro, opositor político de Carolina (temporada 2)
- Inés Efron como Laila, empleada de Milton (temporada 2)
- Lucas Poggi como Nacho, chico atlético en silla de ruedas (temporada 2)
- Santiago Demarco como Pablo Bianchi, con síndrome de down (temporada 2)
- Bianca Benassi como Luciana, joven autista (temporada 2)

### Participaciones
- Mike Amigorena como Luis Mansardi, periodista sensacionalista (temporada 1)
- Daniela Korovsky como Julieta Rozenfeld, hermana del protagonista Felipe
- Rafael Spregelburd como Osvaldo, un vecino acumulador (temporada 1)
- Chang Sung Kim como Kim Wong, integrante de la mafia coreana
- Sang Min Lee como Chang-Cho, integrante de la mafia coreana
- Alicia Labraga como Judith, abuela de Felipe
- Martín Piroyansky como David Schwartz (temporada 2)

## Episodios
| Temporada | Temporada | Episodios | Episodios | Lanzamiento original  | Lanzamiento original  |
| --------- | --------- | --------- | --------- | --------------------- | --------------------- |
|           | 1         | 8         | 8         | 17 de febrero de 2023 | 17 de febrero de 2023 |
|           | 2         | 6         | 6         | 17 de julio de 2025   | 17 de julio de 2025   |

### Primera temporada (2023)
| N.º en serie | N.º en temp. | Título                            | Dirigido por                             | Escrito por | Fecha de emisión original |
| ------------ | ------------ | --------------------------------- | ---------------------------------------- | --- | ------------------------- |
| 1            | 1            | «Guardia urbana»                  | Santiago Korovsky y Diego Núñez Irigoyen | Santiago Korovsky, Ignacio Sánchez Mestre, Florencia Percia, Martín Garabal y Mariana Wainstein                    | 17 de febrero de 2023     |
| 2            | 2            | «Bienvenido a la selva»           | Santiago Korovsky y Diego Núñez Irigoyen | Santiago Korovsky, Ignacio Sánchez Mestre, Florencia Percia y Martín Garabal                                       | 17 de febrero de 2023     |
| 3            | 3            | «Fin de semana verde»             | Santiago Korovsky y Diego Núñez Irigoyen | Santiago Korovsky, Ignacio Sánchez Mestre, Florencia Percia y Martín Garabal                                       | 17 de febrero de 2023     |
| 4            | 4            | «Un match»                        | Santiago Korovsky y Diego Núñez Irigoyen | Santiago Korovsky, Ignacio Sánchez Mestre, Florencia Percia, Martín Garabal, Ignacio Gaggero y Martina López Robol | 17 de febrero de 2023     |
| 5            | 5            | «Los escalones están en tu mente» | Santiago Korovsky y Diego Núñez Irigoyen | Santiago Korovsky, Ignacio Sánchez Mestre, Florencia Percia, Martín Garabal, Ignacio Gaggero y Martina López Robol | 17 de febrero de 2023     |
| 6            | 6            | «Amistades peligrosas»            | Santiago Korovsky y Diego Núñez Irigoyen | Santiago Korovsky, Ignacio Sánchez Mestre, Florencia Percia, Martín Garabal, Ignacio Gaggero y Martina López Robol | 17 de febrero de 2023     |
| 7            | 7            | «Noche de la electrónica»         | Santiago Korovsky y Diego Núñez Irigoyen | Santiago Korovsky, Ignacio Sánchez Mestre, Florencia Percia, Martín Garabal, Ignacio Gaggero y Martina López Robol | 17 de febrero de 2023     |
| 8            | 8            | «Casi héroes»                     | Santiago Korovsky y Diego Núñez Irigoyen | Santiago Korovsky, Ignacio Sánchez Mestre, Florencia Percia, Martín Garabal, Ignacio Gaggero y Martina López Robol | 17 de febrero de 2023     |

### Segunda temporada (2025)
| N.º en serie | N.º en temp. | Título                 | Dirigido por                              | Escrito por | Fecha de emisión original |
| ------------ | ------------ | ---------------------- | ----------------------------------------- | --- | ------------------------- |
| 9            | 1            | «Felipe 2.0»           | Santiago Korovsky y Rafael López Saubidet | Santiago Korovsky, Martina López Robol, Ignacio Sánchez Mestre, Andrés Pascaner, Martín Garabal y Lucrecia Gómez | 17 de julio de 2025       |
| 10           | 2            | «Operación Flat White» | Santiago Korovsky y Rafael López Saubidet | Santiago Korovsky, Martina López Robol, Ignacio Sánchez Mestre, Andrés Pascaner y Martín Garabal                 | 17 de julio de 2025       |
| 11           | 3            | «¿Hay un nosotros?»    | Santiago Korovsky y Rafael López Saubidet | Santiago Korovsky, Martina López Robol, Ignacio Sánchez Mestre, Andrés Pascaner y Martín Garabal                 | 17 de julio de 2025       |
| 12           | 4            | «Palermo de rehén»     | Santiago Korovsky y Rafael López Saubidet | Santiago Korovsky, Martina López Robol, Ignacio Sánchez Mestre, Andrés Pascaner y Martín Garabal                 | 17 de julio de 2025       |
| 13           | 5            | «El último sacrificio» | Santiago Korovsky y Rafael López Saubidet | Santiago Korovsky, Martina López Robol, Andrés Pascaner y Martín Garabal                                         | 17 de julio de 2025       |
| 14           | 6            | «Todos en cuero»       | Santiago Korovsky y Rafael López Saubidet | Santiago Korovsky, Martina López Robol, Andrés Pascaner y Martín Garabal                                         | 17 de julio de 2025       |

## Producción
A fines de marzo de 2022, Netflix anunció que había dado luz verde para el desarrollo de la serie, la cual estaría protagonizada, dirigida y producida por Santiago Korovsky. Por otra parte, se informó que el resto del elenco protagónico estaría conformado por Pilar Gamboa, Daniel Hendler, Martín Garabal y Charo López, mientras que la fotografía principal comenzó ese mismo mes.
El 23 de enero de 2023 se publicó el primer avance de la serie, anunciando que sería estrenada mundialmente el 17 de febrero de ese año. Tras ser renovada para una segunda temporada, División Palermo inició su rodaje en agosto de 2024. Seguidamente, se reveló que Juan Minujín había sido fichado para el elenco principal y que la segunda temporada estaría constituida por seis episodios.

## Recepción

### Comentarios de la crítica
Santiago García de Infobae escribió «la serie sabe encontrar el rumbo para reírse con las minorías sin faltarle el respeto. Ese humor que la gente ya no se anima a hacer o que muchas veces puede llevar a que alguien sea cancelado. Hay algo sano y luminoso en poder recuperar esos chistes acerca de cosas que nos afectan y con las que convivimos a diario. La verdadera integración está en que todos puedan ser parte de la comedia. Y lo más importante, es una comedia graciosa de verdad».
Mikel Zorrilla de Espinof destacó «[la] capacidad (de la serie) para jugar con diferentes arquetipos que en otro tiempo habrían servido como base para chistes que no iban más allá de lo ofensivo -y de la capacidad particular del cómico en cuestión para imprimir su sello personal-».
Alejandro Modarelli de Página/12, expresó que División Palermo plantea «un debate social y cultural sobre la libertad de expresión en cuya trama la Guardia Urbana está formada por friquis contratados en la ciudad neoliberal como instrumentos de maquillaje de las verdaderas políticas represivas». El escritor destacó la intención de reflejar «las astucias de la derecha cuando se postula progresista, en su afán de esconder la diferencia bajo una alfombra de exportación o instrumentarlas, acríticamente, como objetos de consumo en las góndolas culturales».

### Premios y nominaciones
| Lista de premios y nominaciones | Lista de premios y nominaciones        | Lista de premios y nominaciones                                        | Lista de premios y nominaciones | Lista de premios y nominaciones | Lista de premios y nominaciones | Lista de premios y nominaciones |
| Año                             | Organización                           | Categoría                                                              | Nominado/a (s) | Resultado                       | Ref(s)                          |                                 |
| ------------------------------- | -------------------------------------- | ---------------------------------------------------------------------- | --- | ------------------------------- | ------------------------------- | ------------------------------- |
| 2023                            | Premios Rolling Stone en Español       | Serie del año                                                          | División Palermo | Nominado                        | [ 17 ]                          |                                 |
| 2023                            | Premio Produ                           | Mejor serie de comedia                                                 | División Palermo | Ganador                         | [ 18 ]                          |                                 |
| 2023                            | Premio Produ                           | Mejor contenido que promueve la diversidad e inclusión                 | División Palermo | Nominado                        | [ 18 ]                          |                                 |
| 2023                            | Premio Produ                           | Mejor actriz principal - Serie o miniserie de comedia / sitcom         | Pilar Gamboa | Ganadora                        | [ 18 ]                          |                                 |
| 2023                            | Premio Produ                           | Mejor actor principal - Serie o miniserie de comedia / sitcom          | Daniel Hendler | Nominado                        | [ 18 ]                          |                                 |
| 2023                            | Premio Produ                           | Mejor actor principal - Serie o miniserie de comedia / sitcom          | Santiago Korovsky | Ganadora                        | [ 18 ]                          |                                 |
| 2023                            | Premio Produ                           | Mejor dirección - Serie y miniserie comedia, comedia dramática y drama | Santiago Korovsky y Diego Nuñez Irigoyen                                                                                              | Nominados                       | [ 18 ]                          |                                 |
| 2023                            | Premio Produ                           | Mejor guion - Serie y miniserie                                        | Santiago Korovsky | Nominado                        | [ 18 ]                          |                                 |
| 2023                            | Premios Cóndor de Plata                | Mejor serie de comedia y/o musical                                     | División Palermo | Ganador                         | [ 19 ] [ 20 ]                   |                                 |
| 2023                            | Premios Cóndor de Plata                | Mejor dirección                                                        | Santiago Korovsky y Diego Núñez Irigoyen                                                                                              | Ganadores                       | [ 19 ] [ 20 ]                   |                                 |
| 2023                            | Premios Cóndor de Plata                | Mejor actor protagonista en comedia y/o musical                        | Santiago Korovsky | Ganador                         | [ 19 ] [ 20 ]                   |                                 |
| 2023                            | Premios Cóndor de Plata                | Mejor actriz protagonista en comedia y/o musical                       | Pilar Gamboa | Nominada                        | [ 19 ] [ 20 ]                   |                                 |
| 2023                            | Premios Cóndor de Plata                | Mejor actor de reparto en comedia y/o musical                          | Martín Garabal | Nominado                        | [ 19 ] [ 20 ]                   |                                 |
| 2023                            | Premios Cóndor de Plata                | Mejor actor de reparto en comedia y/o musical                          | Daniel Hendler | Ganador                         | [ 19 ] [ 20 ]                   |                                 |
| 2023                            | Premios Cóndor de Plata                | Mejor actor de reparto en comedia y/o musical                          | Marcelo Subiotto | Nominado                        | [ 19 ] [ 20 ]                   |                                 |
| 2023                            | Premios Cóndor de Plata                | Mejor actriz de reparto en comedia y/o musical                         | Charo López | Ganadora                        | [ 19 ] [ 20 ]                   |                                 |
| 2023                            | Premios Cóndor de Plata                | Revelación masculina                                                   | Facundo Bogarín | Nominado                        | [ 19 ] [ 20 ]                   |                                 |
| 2023                            | Premios Cóndor de Plata                | Revelación masculina                                                   | Hernán Cuevas | Nominado                        | [ 19 ] [ 20 ]                   |                                 |
| 2023                            | Premios Cóndor de Plata                | Revelación femenina                                                    | Valeria Licciardi | Nominada                        | [ 19 ] [ 20 ]                   |                                 |
| 2023                            | Premios Cóndor de Plata                | Mejor guion original                                                   | Santiago Korovsky, Ignacio Sánchez Mestre, Florencia Percia, Martín Garabal, Mariana Wainstein, Ignacio Gaggero y Martina López Robol | Ganadores                       | [ 19 ] [ 20 ]                   |                                 |
| 2023                            | Premios Cóndor de Plata                | Mejor montaje                                                          | Nicolás Goldbart, Ana Remón y Santiago Esteves                                                                                        | Nominados                       | [ 19 ] [ 20 ]                   |                                 |
| 2023                            | Premios Cóndor de Plata                | Mejor dirección de arte                                                | Vera Español | Nominada                        | [ 19 ] [ 20 ]                   |                                 |
| 2023                            | Premios Cóndor de Plata                | Mejor diseño de vestuario                                              | Greta Ure y Julia Rebottaro | Nominadas                       | [ 19 ] [ 20 ]                   |                                 |
| 2023                            | Premios Cóndor de Plata                | Mejor música original                                                  | Iván Wyszogrod | Nominado                        | [ 19 ] [ 20 ]                   |                                 |
| 2023                            | Premios Cóndor de Plata                | Mejor maquillaje y peluquería                                          | Valeria Bredice y Ricardo Molina | Nominados                       | [ 19 ] [ 20 ]                   |                                 |
| 2023                            | Premios Cóndor de Plata                | Mejor diseño de sonido                                                 | Guido Berenblum | Nominado                        | [ 19 ] [ 20 ]                   |                                 |
| 2023                            | Premios Cóndor de Plata                | Mejor dirección de casting                                             | Iair Said | Nominado                        | [ 19 ] [ 20 ]                   |                                 |
| 2023                            | Premios Cóndor de Plata                | Premio del público BA audiovisual                                      | División Palermo | Ganador                         | [ 19 ] [ 20 ]                   |                                 |
| 2024                            | Rose d'Or Latinos                      | Mejor serie de comedia o dramedia                                      | División Palermo | Nominado                        | [ 21 ]                          |                                 |
| 2024                            | Premios Platino                        | Mejor actor en miniserie o teleserie                                   | Santiago Korovsky | Nominado                        | [ 22 ]                          |                                 |
| 2024                            | Premios Platino                        | Mejor actriz de reparto en miniserie o teleserie                       | Pilar Gamboa | Nominada                        | [ 22 ]                          |                                 |
| 2024                            | Premios Platino                        | Mejor actor de reparto en miniserie o teleserie                        | Daniel Hendler | Nominado                        | [ 22 ]                          |                                 |
| 2024                            | Premios Platino                        | Mejor creador de miniserie o teleserie                                 | Santiago Korovsky | Nominado                        | [ 22 ]                          |                                 |
| 2024                            | Premios Aura                           | Mejor serie de comedia                                                 | División Palermo | Nominado                        | [ 23 ]                          |                                 |
| 2024                            | Premios Aura                           | Mejor actuación de comedia                                             | Santiago Korovsky | Nominado                        | [ 23 ]                          |                                 |
| 2024                            | Premios Aura                           | Mejor elenco                                                           | Elenco de División Palermo | Nominados                       | [ 23 ]                          |                                 |
| 2024                            | Premios Aura                           | Mejor producción ejecutiva                                             | Nicolás Goldar Parodi, Analía Castro y Diego Copello                                                                                  | Nominado                        | [ 23 ]                          |                                 |
| 2024                            | Premios Aura                           | Mejor piloto                                                           | División Palermo | Nominado                        | [ 23 ]                          |                                 |
| 2024                            | Premios Sur                            | Mejor serie                                                            | División Palermo | Ganador                         | [ 24 ]                          |                                 |
| 2024                            | Premios Emmy Internacional             | Mejor serie de comedia                                                 | División Palermo | Ganador                         | [ 25 ]                          |                                 |
| 2024                            | Premios Martín Fierro de Cine y Series | Mejor serie                                                            | División Palermo | Nominado                        | [ 26 ]                          |                                 |
| 2024                            | Premios Martín Fierro de Cine y Series | Mejor dirección                                                        | Santiago Korovsky | Nominado                        | [ 26 ]                          |                                 |
| 2024                            | Premios Martín Fierro de Cine y Series | Mejor actor                                                            | Santiago Korovsky | Nominado                        | [ 26 ]                          |                                 |
| 2024                            | Premios Martín Fierro de Cine y Series | Mejor actriz                                                           | Pilar Gamboa | Nominada                        | [ 26 ]                          |                                 |